# Памятник неизвестному герою

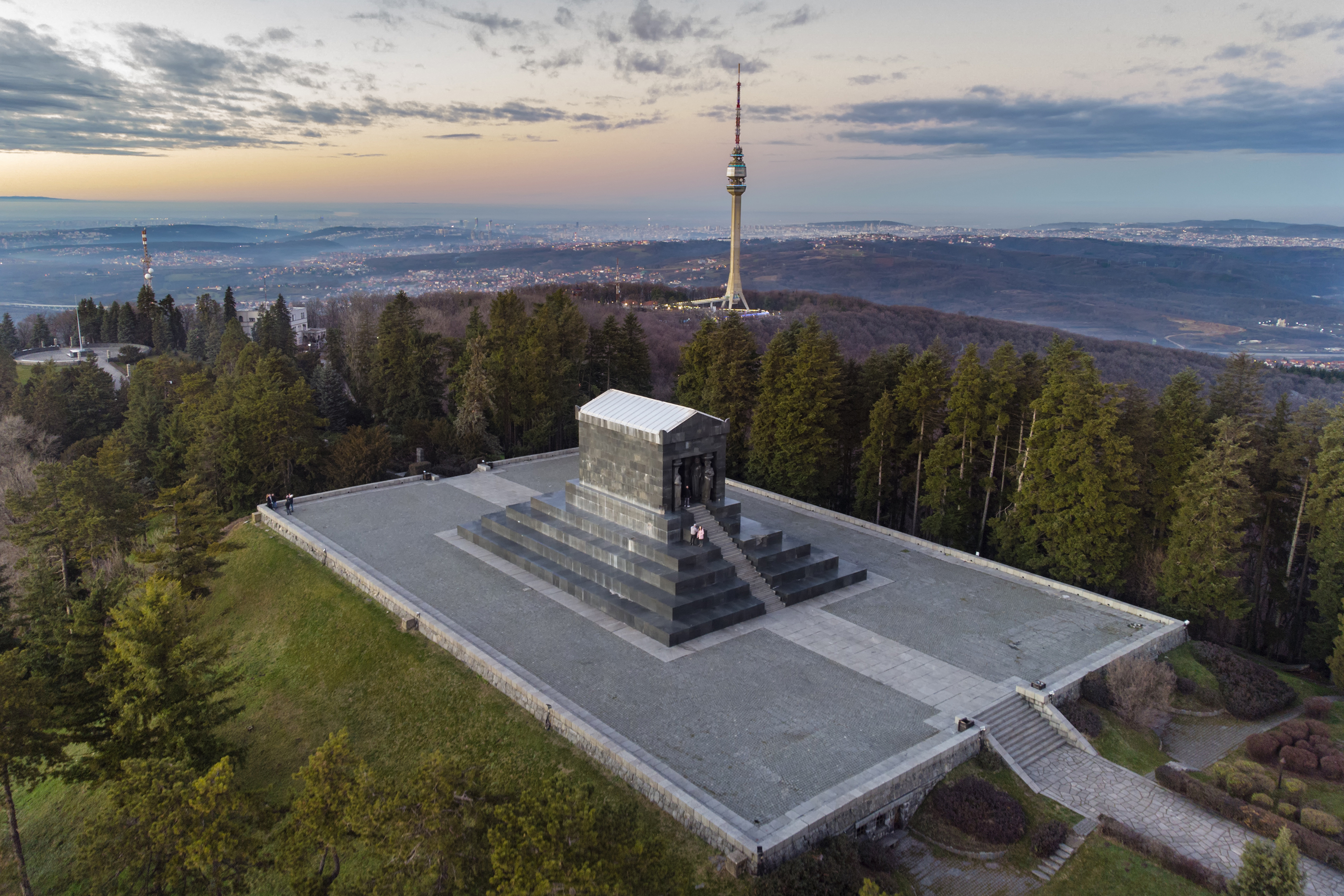
Вид с воздуха

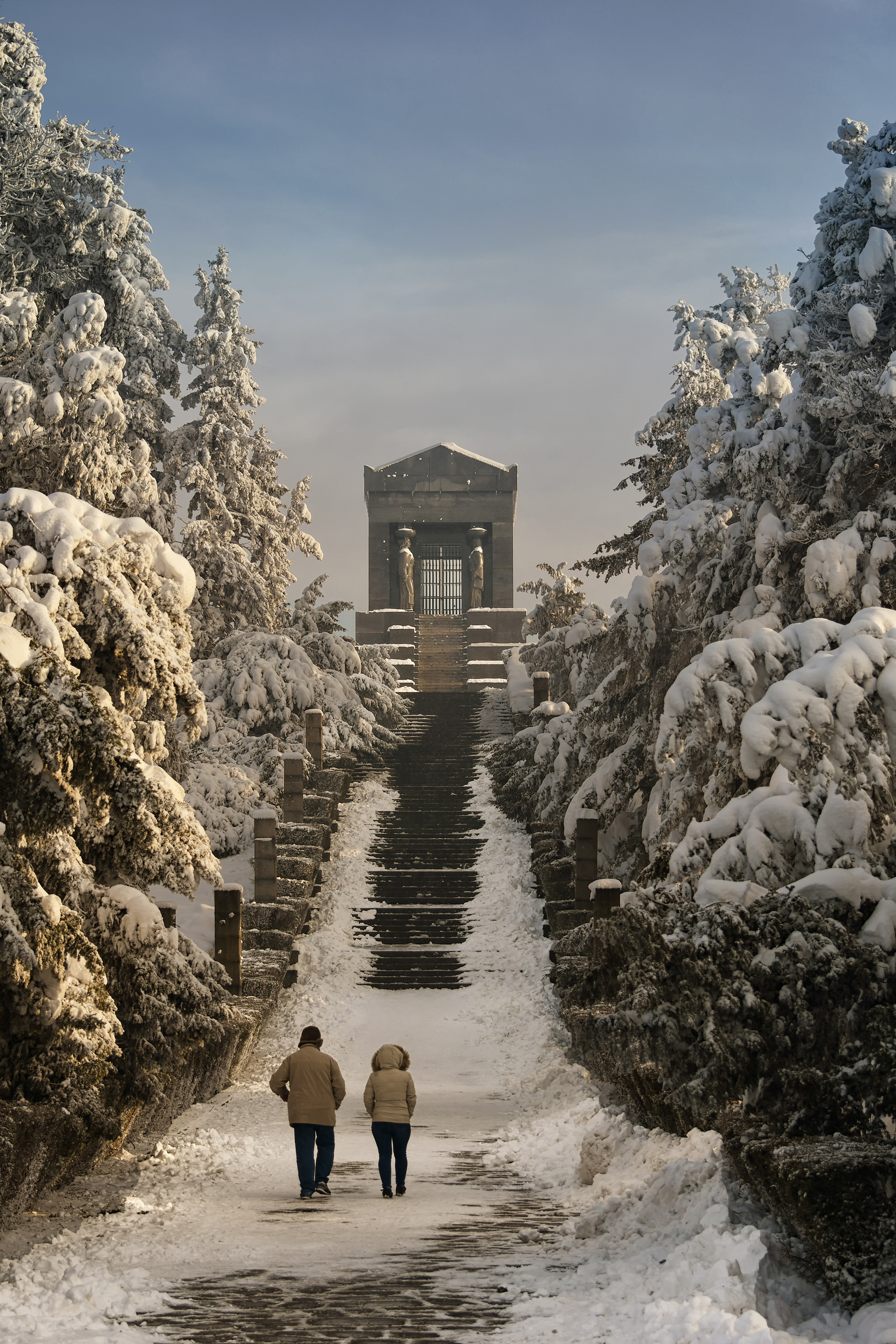

Памятник Неизвестному Герою на Авале (серб. Споменик Незнаном јунаку / Spomenik Neznanom junaku) — это монументальный мавзолей на вершине горы Авала, на юго-востоке Белграда (муниципалитет Вождовац). Создателем этого памятника является хорватский и югославский скульптор Иван Мештрович. Он был возведен в 1938 году.

## История
Рядом со средневековым укрепленным городом Жрнов (XII-XV век), на вершине Авалы, жители окрестных деревень построили в 1922 году каменный монумент на месте могилы неизвестного павшего воина Первой мировой войны. После более чем десяти лет, по желанию царя Александра I Караджорджевича, в соответствии с общей акцией возведения памятника Неизвестному солдату, на других странах союзниках в этой войне (от 1920 года Франция, Англия, Италия, Бельгия, Канада, США), были снесены остатки города Жрнов и на том месте построен монументальный памятник — мавзолей Неизвестному герою, самый монументальный общественный памятник на самой высокой точке Белграда. Это стало символическим местом чествования всех павших солдат в войнах с 1912 по 1918 год. Этот архитектурно-скульптурный шедевр осуществлен в соответствии с проектом Ивана Мештровича, чрезвычайно востребованного скульптора в Королевстве Югославии. Выбор скульптора был обусловлен силой, которую, как предполагалось, должен был олицетворять памятник такой важности. В разработке концепции программы, помимо Мештровича, участвовал сам король Александр, который и принял окончательное решение по выбору проекта.

## Строительство
Необработанные блоки гранита, твердого, серовато-чёрного каменя (габбро) из государственной каменоломни «Ябланица», рядом с Мостаром, в долине Неретва, были доставлены до железнодорожной станции в Рипанье вблизи Белграда. Оттуда, узкими железнодорожными путями транспортированы к вершине Авалы, где выполнялись окончательные полировочные работы. В связи с этим на строительную площадку провели электричество и воду. Недалеко от старого памятника были сооружены бараки с мастерскими по резьбе по камню и помещением для хранения материала. Монументальные скульптуры кариатид прибывали из мастерской Мештровича Сплиту у подножия Авалы, а затем, как и каменные блоки, поднимались с помощью вагонеток, которые их тянули до самого верха. Затем они были поставлены с помощью крана на высокую скалу, построенную вокруг пьедестала памятника.
Строительство началась 18 июня 1934 года и продолжалось четыре года. Фундамент, как и ядро памятника, построены из армированного железобетона, а затем на него были помещены блоки из благородного темного камня. Первый гранитный блок был заложен 19 августа 1935 года. Специалисты технической дирекции королевского двора стояли во главе контроля над возведением памятников, руководителем работ был инженер полковник Стеван Живанович, а в строительстве, обработке камня и монтаже блоков, участвовали члены Королевской югославской армии и члены военно-морского флота. На Видовдан, 1934 года, король Александар I Караджорджевич заложил хартию о возведению мемориала в фундамент памятника, который затем был освящен.
В верхней части саркофага вырезана надпись: «АЛЕКСАНДР I КОРОЛЬ ЮГОСЛАВИИ НЕИЗВЕСТНОМУ ГЕРОЮ», а на противоположной стороне год завершения создания памятника «MCMXXXVIII» (1938).
Мештрович подготовил два варианта внешнего вида памятника, который должен достойно нести в себе идею славы и почитания. Для того, чтобы передать такую идею, выбрана простая форма, но которая сама по себе сохраняет традиции мавзолея и другие сохранившиеся памятники из периода раннего древнего искусства. И, в конце концов, форма храма или святыни не была выбрана по изначальному замыслу, а монументальный саркофаг (каменный гроб), через который проходит — гробница на пятиступенчатом пьедестале, символе пятивекового рабства сербов под турками. Таким образом, этот памятник, мемориального и погребального характера (мавзолей), пронизывают формы и значения древнего храма и алтаря, а также и гробницы, а саркофаг подчеркивает непрерывность распространенных форм кладбищенских памятников, особенно королевских или важных личностей, с древних времен и во время средневековья. Тем более, что моделью для этого памятника служила античная гробница персидского правителя Кира II Великого, в древней столице Пасаргаду, в современном Иране. В пьедестале памятника Неизвестному герою спрятана крипта, подземное помещение, в котором находится гроб с останками неизвестного воина. Высота памятника составляет 14,5 м, длина 36 м, ширина у подножия составляет 26 м, в то время как лестница со входной стороны 93 м длиной. Первоначально частью концепции был и круглый фонтан, который был позже убран с проходящей оси памятника.

## Внешний вид памятника
До мавзолея можно дойти по каскадным лестничным проходам, которыми были достигнуты исключительные перспективы от подножия к вершине памятника. Через него можно проходить по продольной оси саркофага, через двое ворот, выделенных сдвоенными парами монументальных кариатид (женские фигуры в роли столбцов), которые повернуты к самому проходу, что указывает на важность направления движения посетителей. Кариатиды высотой 4 метра, вырезаны из цельного куска камня из того же материала, что и блоки каменного памятника. Эти массивные скульптуры у входа-ворот, одетые в различные национальные одежды, украшенные богатыми украшениями. По способу обработки одежды была проведена современная геометрическая стилизация, в то время как лица реалистичны, какие-то характерны, а какие-то нейтральны. Монументальные босоногие хранительницы, достойного и безэмоционального выражения и отношения, спокойные и серьёзные, но нестатичные, стоящие в контрапосте (одной ногой свободно наклоненной), с руками упирающимися в тело в различных положениях. Они выглядят молодо, то есть вечно молодые женщины, символы матерей всех павших воинов, которые указывают на идеи вечной, вневременной славы и идею Югославии-объединения всех национальностей в Королевстве Югославия с представлением «боснийки, черногорки, далматинки, хорватки, словенки, войводжанки, сербки и сербки из южной Сербии». Мештрович полностью отвечал требованиям короля Александра, добившись великолепной работы с очень гармоничными пропорциями, очень точного и высокого художественного мастерства, которые создают впечатление восхищения. После строительства нового монументального памятника в 1938 году, останки неизвестного сербского воина из старого мемориала, который был затем разрушен, были положены в новый склеп. Остатки других солдат, которые также были похоронены, были перенесены в склеп возле церкви Ружица, на месте Белградской крепости, в то время как военные предметы были переданы Военному музею в Белграде. Реставрационно-консервационные работы на памятнике были проведены в 1967 и 1989 годах, а Институт по защите культурных памятников, изготовил в 1993 году проект активизации и возрождения памятника. Памятник Неизвестному Герою учрежден как памятник культуры в 1984 году, а в 1987 году стал Культурным наследием исключительной важности.

## Внешние источники
- «Политика», 20 августа 1935, стр. 5. digitalna.nb.rs (подход. 22 января 2016 г.)
- Институт позащите культурных памятников города Белграда, каталоги 2008, Памятник неизвестному Героя на Авале, автор Хайна Туцич
- Институт защиты культурных памятников, каталог культурных ценностей

http://beogradskonasledje.rs/kd/zavod/vozdovac/spomenik_neznanom_junaku.html Архивная копия от 3 марта 2016 на Wayback Machine
- САНУ, памятники культуры в Сербии, 10.10.2013 http://spomenicikulture.mi.sanu.ac.rs/spomenik.php?id=620 Архивная копия от 19 января 2009 на Wayback Machine
- Государственный институт защиты культурных памятников, 10.10.2013, https://web.archive.org/web/20161126010630/http://www.spomenici.heritage.gov.rs/cir/nkd/pregled/neznani_junak
- Вечерние новости, 11.10.2013 http://www.novosti.rs/vesti/beograd.74.html:446587-Beogradske-price-Ko-je-Neznani-junak Архивная копия от 24 апреля 2017 на Wayback Machine